# 多值逻辑
多值逻辑是有多于两个的可能的真值的逻辑演算。传统上，逻辑演算是二值的，就是说对于任何命题都只有两个可能的真值，真和假（它一般对应于我们直觉概念的真理和虚假）。但是二值只有一个可以被指派的可能的真值范围，已经开发了一些其他逻辑系统，带有对二值的变异，或带有多于两个可能的真值指派。

## 与经典逻辑的关系
在经典的二值方案中，真和假是确定性的值：命题要么是真要么是假（互斥的），并且如果命题没有其中一个值，则根据定义它必定有另一个值。这个理由就是排中律：P ∨ ¬P—也就是说，命题或它的否定总有一个成立。
逻辑是跨越各种变换而保持某些命题的特性的系统。在经典逻辑中，这个特性是“真实性”:在有效的论证中，推导出来的命题的真实性由应用保持这个特性的有效步骤来保证。但是，这个特性不是必须是“真实性”特性；它也可以是其他某种特性。
例如，保持的特性可以是“证实性”（justification），这是直觉逻辑的基本概念。所以，命题不是真或假；转而，它是证实的或未证实的。证实性和真实性之间的关键区别，在这个场合下，是排中律不成立：“非”未证实的命题不必然的是证实的；转而，它只是没有被证明是未证实的。关键区别是保持的特性的确定性：你可以证明P是证实的，P是非证实的，或者不能证明任何一个。有效的论证保持跨越变换的证实性，所以从证实的命题推导出来的命题仍是证实的。但是，有些经典逻辑中的证明依赖于排中律；因为在这种方案中不能使用排中律，有些命题就不能用这种方式来证明了。

## 与模糊逻辑的关系
模糊逻辑是由卢菲特·泽德作为对模糊性的形式化而介入的；模糊就是谓词可以非绝对性的应用于物体的现象，但是有一个特定的程度，并且可以有边界状况。这种逻辑可以用来处理复合三段论悖论（sorites）。不再是两个真值"真"和"假"，模糊逻辑采用了在0，对应於"绝对假"，和1，对应于"绝对真"之间的无限多的值。边界状况可以因为被指派为真值0.5。你可以应用这种逻辑系统作为模糊集合论的理论基础。
另一个无限多值逻辑是概率逻辑。

## 历史
已知的第一个不完全接受排中律的逻辑学家是亚里士多德（De Interpretatione, ch. IX），尽管他没有建立一个多值逻辑的系统。排中律是被斯多葛学派哲学家接受的（这个定律可能起源于其中一位，Chrysippus）。直到二十世纪之前，后来的逻辑学家都遵从亚里士多德逻辑，除了接纳了排中律之外。
二十世纪恢复了多值逻辑的想法。波兰逻辑学家和哲学家扬·武卡谢维奇（Jan Łukasiewicz）在1920年开始建立了多值逻辑系统，使用了第三值"可能"来处理亚里士多德的海战悖论：「明日有海戰，既不是真的，也不是假的，而是真假未定的」。同时，美国数学家Emil L. Post在（1921年）也介入了对额外的真实程度的公式化。哥德尔在1932年证明了直觉逻辑不是有限多值的逻辑，并定义了在经典逻辑和直觉逻辑之间的哥德尔逻辑系统，这种逻辑叫做中间逻辑。